# Aliturus maculatus
Aliturus maculatus là một loài bọ cánh cứng trong họ Cerambycidae.